# آرتور آمون
آرتور آمون (استونیایی: Artur Amon؛ ۱۷ فوریه ۱۹۱۶ – اوت ۱۹۴۴) بازیکن بسکتبال اهل استونی بود.
وی به‌همراه تیم ملی بسکتبال استونی در بازی‌های المپیک تابستانی ۱۹۳۶ شرکت کرده‌است.